# Rue Colbert (Reims)
Pour les articles homonymes, voir rue Colbert.
La rue Colbert est une voie de la commune de Reims, située dans le département de la Marne, en région Grand Est.

## Situation et accès
Elle relie la place royale à la place Simone Veil.
La voie est à sens unique vers la mairie.

## Origine du nom
Elle porte ce nom en hommage à Colbert, natif de la ville. Elle remplace depuis la moitié du XIXe siècle les rues Royale et rue Charles X.

## Historique

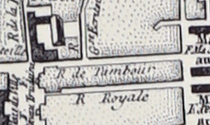
Rue royale en 1775 sur le plan Moithey.
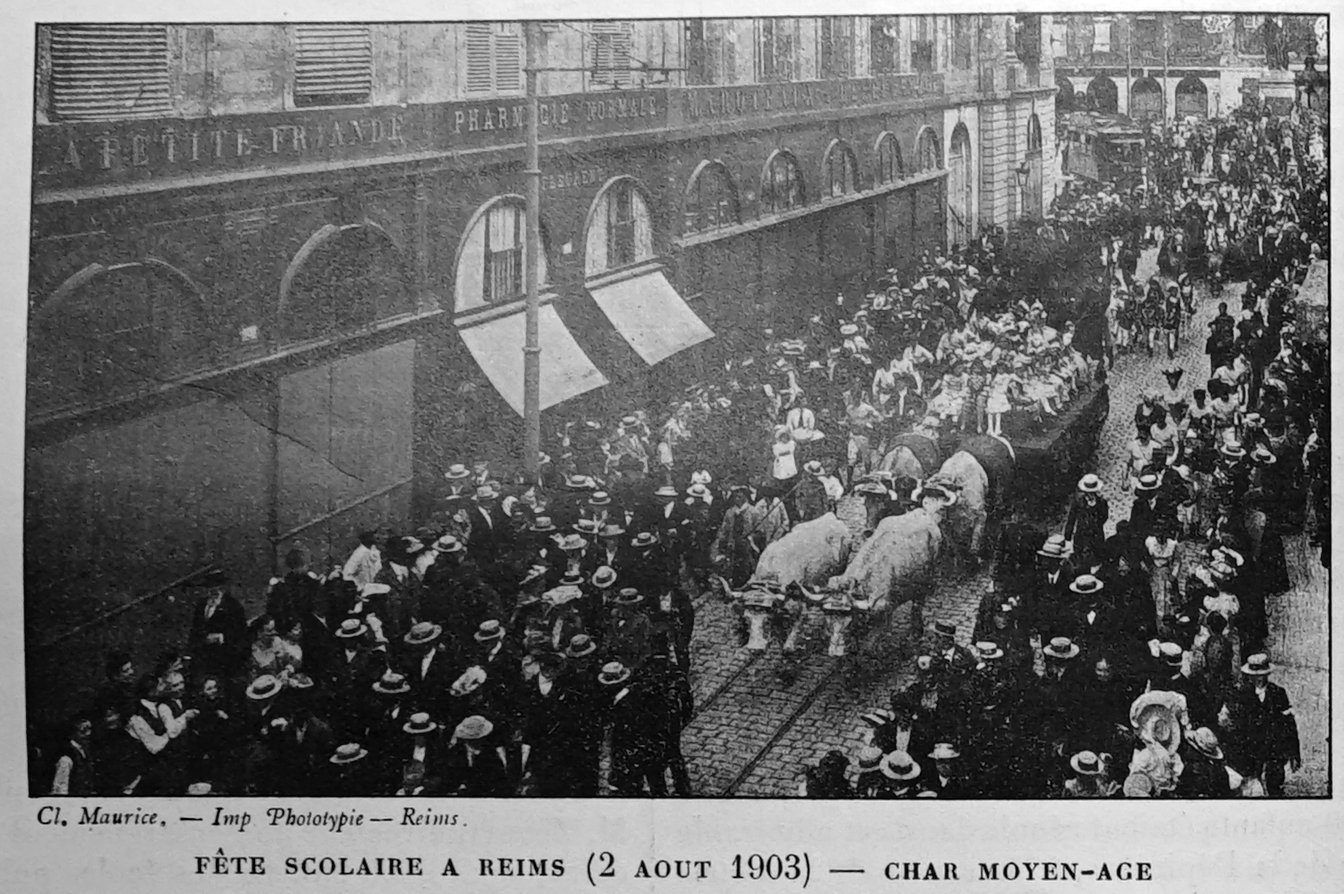
En 1903 avec des chars pour la fête des écoles.
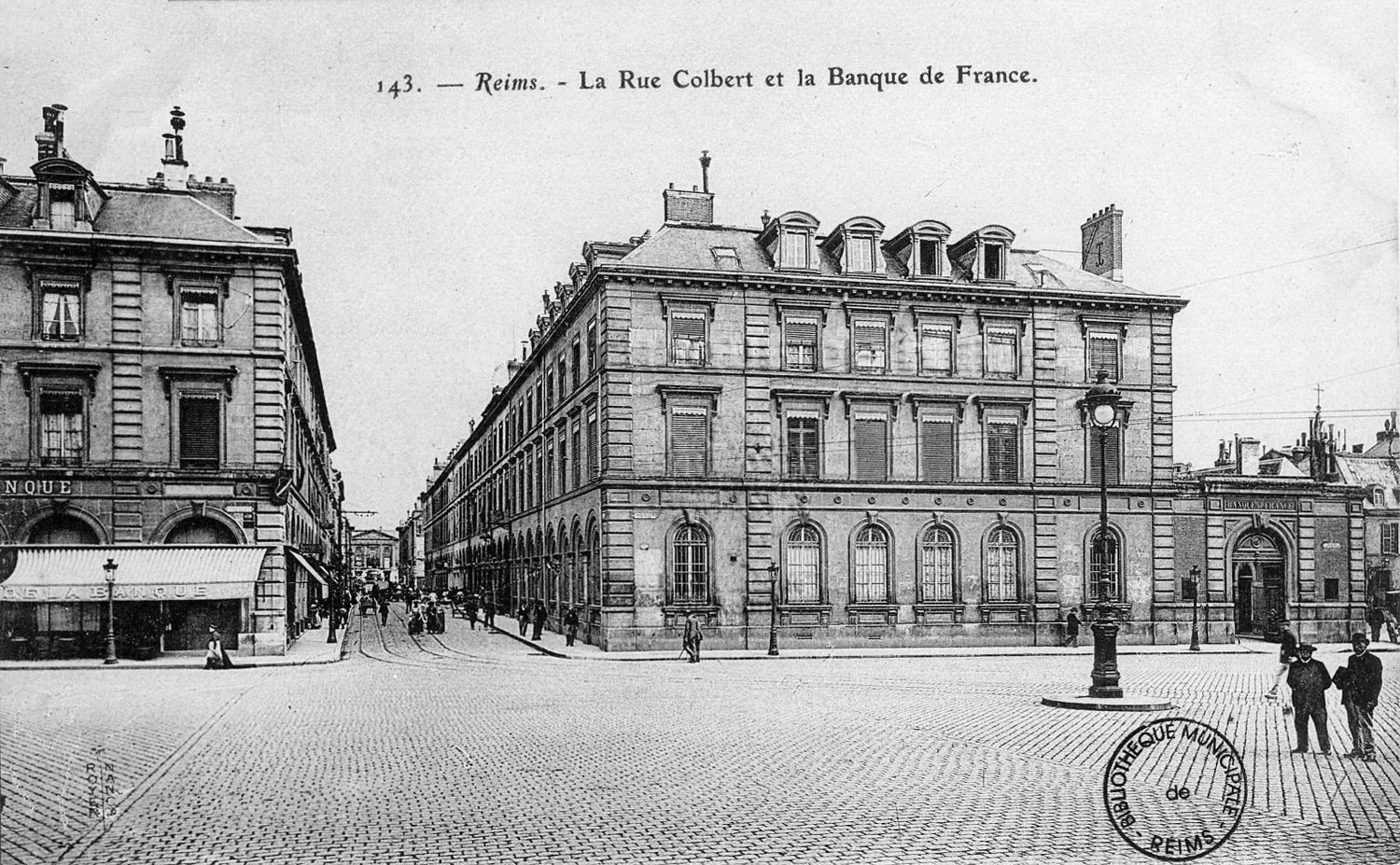
Depuis la place Simone Veil avec la Banque de France sur la droite.